# Левски (връх)
Вижте пояснителната страница за други значения на Левски.
Амбарица пренасочва насам.  За хижата вижте Амбарица (хижа).
Левски (Амбарица) е връх в Троянска планина, Средна Стара планина. Висок е 2166 m.

## Местоположение
Върхът е вододел между Южна и Северна България. Разположен е западно от връх Голям Купен и е граничен за общините на Карлово и Троян. Представлява типичен двоен връх с полегато и тревисто било. През него преминава маркировката на алпийския траверс хижа Добрила – връх Ботев. От западната му страна се стичат две малки ручейчета, които се съединяват и са наречени „Чатал чучур“ – като всъщност това е началото на река Черни Осъм.

## Име
- До 29 юни 1942 името е Амбарица. Легендата разказва, че тук са били хамбарите (житницата) на Крали Марко, и оттук и името „Амбарица“.
- До 27 април 1945 името е Васил Левски. Преименуван на националния герой.
- От 27 април 1945 името е Левски. Преименуван на прозвището на Васил Левски.[1]

## Туризъм
Върхът се изкачва лесно от хижа Добрила (1 час) и хижа Амбарица (2 часа).

### Инциденти
През декември 1994 година, поради несъобразяване с тежките зимни метереологични условия и разнородност в групата, в околностите на върха загиват 12 туристи от град Кърджали.